# Baromètre cyclable
Ne doit pas être confondu avec Baromètre des villes cyclables.
Un baromètre cyclable ou vélo-totem est une pièce de mobilier urbain liée à un compteur de passage cycliste. Se présentant sous la forme d'un panneau d'information numérique, il indique le nombre de cyclistes qui passent à un certain endroit d'une ville, sur une piste cyclable notamment. Un baromètre cyclable peut avoir un affichage numérique ou une barre de progression qui affiche le nombre de cyclistes étant passés à un endroit. Le but principal de ce genre de dispositif est de motiver d'autres usagers de la route à choisir d'utiliser leur vélo pour leurs déplacements quotidiens. Les informations affichées sur le baromètre cyclable peuvent être : le nombre de cyclistes présents sur une journée, le nombre total pour l'année en cours, la part modale que représente le vélo à cet endroit, ou tout autre message de motivation.

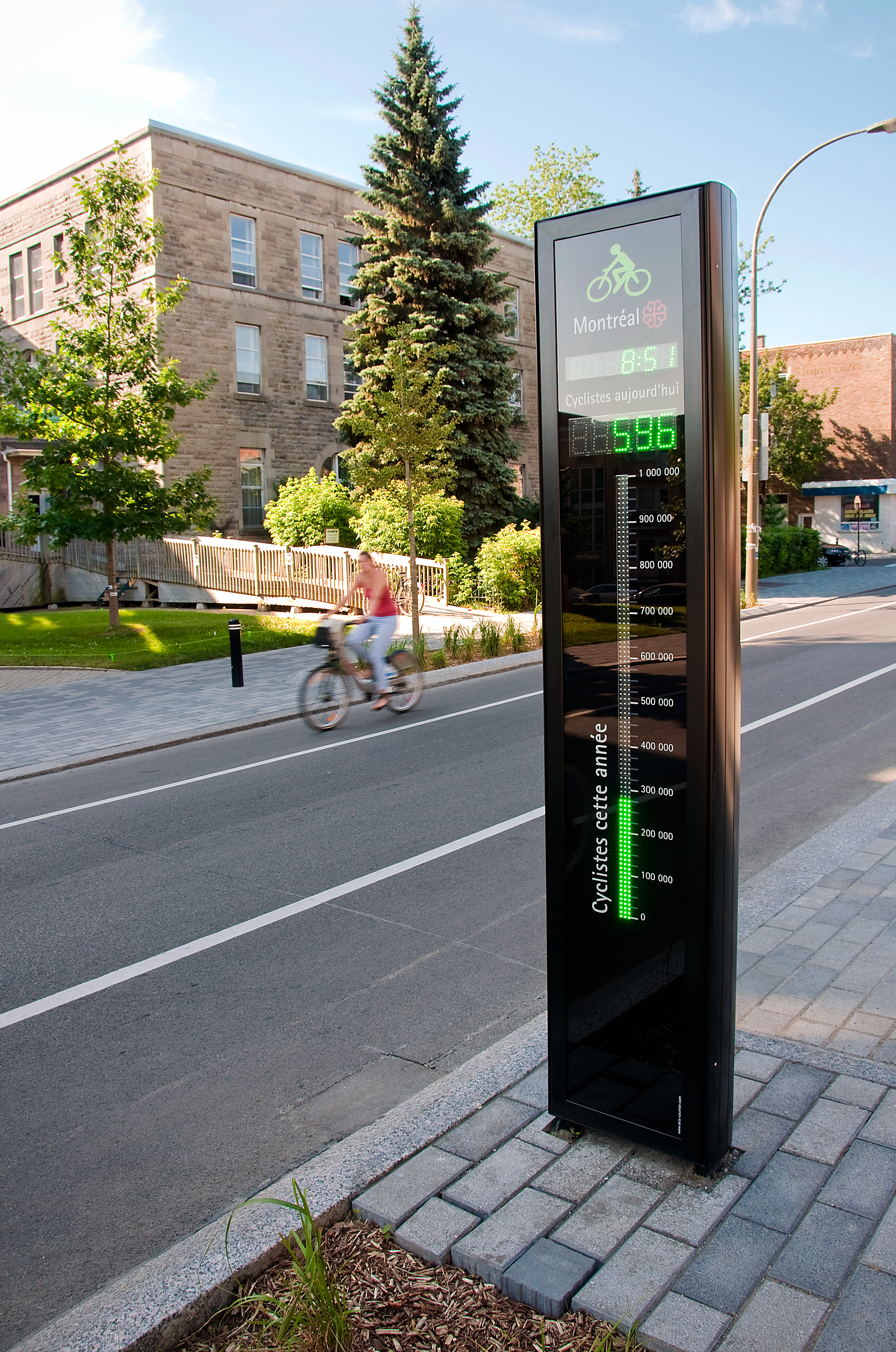
Baromètre cyclable visible sur l'avenue Laurier, à Montréal.

## Intérêt
Les baromètres cyclables sont utilisés par les responsables politiques chargés des transports (ou plus spécifiquement des politiques cyclables) pour communiquer au public leur volonté de développer l'utilisation du vélo dans leurs villes respectives. En outre, ces dispositifs visent à encourager la pratique du vélo, en valorisant auprès de la population les habitants qui utilisent leur vélo pour se déplacer. Ils peuvent également servir à favoriser l'acceptation sociale du vélo en ville par d'autres usagers et prévenir ainsi les conflits d'usage.

## Implantation géographique
Le premier baromètre cyclable a été installé au Danemark à Odense en 1999. Ils ont depuis été mis en place dans plusieurs autres pays, notamment en Suède, au Canada, ou aux États-Unis. En France, leur implantation a commencé depuis 2013, dans les villes pionnières en la matière, à Nantes et à Strasbourg.